# Ассоциация библейских баптистских церквей Мадагаскара
Ассоциация библейских баптистских церквей на Мадагаскаре (малаг. Fivondronan’ny Fiangonana Batista Biblika eto Madagasikara) — баптистская христианская деноминация в Африке. 

## История
Ассоциация берет свое начало в зарубежной миссии Лондонского миссионерского общества в 1932 году. Ассоциация была официально образована в 1963 году. Штаб-квартира находится в Анкадивато, Антананариву, Мадагаскар.

## Статистика
В 2006 году ассоциация насчитывала 55 церквей и 3000 членов. Согласно переписи, опубликованной ассоциацией в 2023 году, она насчитывала 453 церкви и 10 744 члена. Ассоциация входит в состав Всемирного союза баптистов на Мадагаскаре

## Образовательные учреждения
Ассоциация является партнером Баптистской библейской семинарии Мадагаскара в Антсирабе и Факультета баптистской теологии Мадагаскара в Антананариву.

## Больницы
Ассоциация библейских баптистских церквей Мадагаскара является партнером больницы Bonne Nouvelle в Мандритсаре. 